# Patricia Clementina
Patricia Clementina, död efter 590, var en politiskt aktiv bysantinsk aristokrat och godsägare i det då bysantinska Neapel.
Hon var en förmögen jordägare med sitt eget hov och var känd för det politiska inflytande hon utövade i regionen. Hon hade genom sina rikedom och ekonomiska makt ett brett kontaktnät bland kyrkans företrädare, uppvaktades av påvens ambassadörer och deltog vid flera tillfällen i de kyrkliga och därmed religiösa politiska förvecklingarna i Syditalien.